# Never Let Me Down
Never Let Me Down (с англ. — «Никогда не подводи меня») — семнадцатый студийный альбом британского музыканта Дэвида Боуи, выпущенный 20 апреля 1987 года на лейбле EMI America. Боуи задумал альбом в качестве основы для театрального мирового турне, сочиняя и записывая большее количество песен в Швейцарии. Музыкант считал пластинку «возвращением рок-н-ролла». Продюсерами альбома выступили Боуи и Дэвид Ричардс. В поддержку диска были выпущены такие синглы, как «Day-In Day-Out», «Time Will Crawl» и «Never Let Me Down», каждая из которых вошла в чарт UK Top 40. Песни в альбоме выдержаны в жанрах рок и арт-рок.
Never Let Me Down является одним из наиболее продаваемых альбомов Боуи, получив золотую сертификацию в США в июне 1987, также входив в топ-10 чартов европейских стран. Пластинка дебютировала с 34 позиции в чарте Billboard 200.
В поддержку этого альбома Дэвид Боуи отправился в тур Glass Spider Tour, которое на тот момент было самым большим, самым театральным и самым технически сложным туром в его карьере. Альбом и тур имели коммерческий успех, но альбом был отрицательно принят как поклонниками, так и критиками. Отрицательные отзывы об альбоме и турне были факторами, которые заставили Боуи искать новый способ мотивировать себя творчески, что привело его к созданию группы Tin Machine в 1989 году. Боуи не выпускал сольных альбомов до Black Tie White Noise в 1993 году.
В 2018 году альбом был полностью пересведён для бокс-сета Loving the Alien (1983—1988) и получил положительные отзывы критиков.

## Производство

### Запись альбома
После успеха альбома Let’s Dance и тура Serious Moonlight Tour в 1983 года Боуи чувствовал себя оторванным от своих фанатов, и после плохого принятого альбома Tonight (1984) он хотел сделать свой новый альбом по-другому. В итоге Боуи сказал, что хочет записывать песни с небольшой рок-группой, как это было в начале его карьеры, и что альбом будет «возвращением к рок-н-роллу». Дэвиду казалось, что звук и стиль его нового альбома напоминают другой его альбом Scary Monsters (and Super Creeps) (1980).

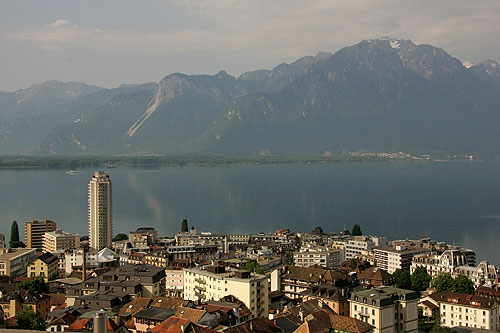
Вид на Монтрё (Швейцария), где Дэвид Боуи записывал альбом

Боуи провёл середину 1986 года в своём доме в Швейцарии, сочиняя песни вместе со своим другом Игги Попом. Боуи написал Never Let Me Down с намерением исполнять песни в театральном шоу. Он записал несколько демо-версий с Эрдалом Кызылчаем, прежде чем начать работать над альбомом со всей группой. Впервые со времени своего альбома Scary Monsters Дэвид Боуи играл на музыкальных инструментах для композиций. Он играл на клавишных, синтезаторе, ритм-гитаре, и для двух треков альбома («New York’s in Love» и «87 and Cry») он играл на соло-гитаре.
На написание и запись альбома ушло три месяца. Он был записан в Mountain Studios в Монтрё, Швейцария и в студии Power Station Studios в Манхэттене, Нью-Йорк. Эрдал Кызылчай рассказывал о записи альбома: «обычно мы начинали примерно в 10 утра и заканчивали где-то в 8 часов вечера», добавив о Боуи, что он «был очень дисциплинирован» и «всегда пробовал что-то новое». Боуи признал, что песням в альбоме не хватало сплочённого музыкального стиля и заявил, что альбом был «отражением всех стилей написания песен, которые я использовал в течение последних нескольких лет».

### Написание песен
Дэвид Боуи написал песню «Day-In Day-Out» из-за своего беспокойства по поводу обращения с бездомными в США, и он хотел как-то заявить об этом. Этот трек является главным синглом альбома, также на него был снят видеоклип. Версия песни на испанском языке, была записана для продвижения первых концертов Боуи в Испании во время Glass Spider Tour. Впервые эта версия была выпущена в 2007 году, когда EP «Day-In Day-Out» был вышел в цифровом формате.
«Time Will Crawl», который Боуи назвал своим любимым треком в альбоме, был вдохновлён аварией на Чернобыльской АЭС и идеей о том, что кто-то из твоего окружения может быть ответственен за конец света. Во время производства альбома этот трек назывался «How We War», но название было изменено ещё до его выхода. Дэвид Боуи сказал, что его вокал на этой песне «многим обязан Нилу Янгу» и отметил, что разнообразие голосов, которые он использовал в альбоме, было «кивком» в сторону музыкантов, которые повлияли на него в прошлом. Боуи предварительно записал исполнение песни для шоу BBC Top of the Pops, но оно не часто выходило в эфир, поскольку песня сильно упала в чартах. Данный трек стал вторым синглом альбома и для него был снят официальный клип. Композиция «Time Will Crawl» была использована в саундтреке к французской артхаусной картине «Любовники с Нового моста».
Сингл «Never Let Me Down» посвящён давней помощнице Боуи — Коко Шваб. Боуи написал эту песню о реальных отношениях с Коко, в то время как остальные песни альбома были в основном аллегоричными. Трек первоначально назывался «Isolation» и был последним, написанным для альбома всего за один день во время последней недели микширования альбома в нью-йоркской студии Power Station Studios. Боуи говорил, что обязан вокалу в этом треке Джону Леннону. Исполнение Боуи этой песни для Top of the Pops было показано в эфире американской версии этого шоу. Данный трек был выпущен как третий сингл альбома. Музыкальный критик Томас Эрлевайн позже назвал его «одним из самых недооценённых треков Боуи».
Боуи описал песню «Beat of Your Drum» так: «это размышление о молодых девушках… — Господи, ей всего 14 лет, но тюрьма того стоит!». Биограф Николас Пегг, назвавший песню одним из лучших треков в альбоме, отметил, что «Beat of Your Drum» можно назвать «прямым предшественником», как в лирическом, так и в музыкальном плане, песню Tin Machine 1991 года «You Belong in Rock n' Roll».
Песня «Zeroes», которую журнал Rolling Stone назвал самой обнадёживающим и успешным треком в альбоме, является, по словам Боуи, ностальгическим путешествием: «я хотел вставить в эту песню все клише 60-х годов, которые я мог вспомнить! … Надеюсь, в этом прослеживается какой-то юмористический подтекст. Но посыл трека определённо заключается в том, что атрибуты рока — это не те вещи, какими они являются» (англ. I wanted to put in every 60s cliche I could think of! ... I hope there's a humorous undertone to it. But the subtext is definitely that the trappings of rock are not what they're made out to be).
Трек «Glass Spider» — это своего рода мифическая история, основанная на документальном фильме, который Боуи видел о пауках рода чёрной вдовы, в котором говорилось о том, что пауки кладут скелеты своих жертв в собственные паутины. Боуи также предполагал, что стеклянная паутина будет хорошим ограждением для одноимённого тура.
Актёр Микки Рурк попросил Боуи об участии в одной из его песен, поскольку они познакомились в Лондоне, где Рурк снимался в фильме «Отходная молитва». Дэвид Боуи отдал ему исполнение рэпа в середине песни «Shining Star» (Makin' My Love). Боуи в шутку назвал часть записи Рурка «методическим рэпом» (англ. method rapping). Боуи описал песню как одну из тех, которые «отражают ситуацию на улице и то, как люди пытаются сплотиться против стольких бедствий и катастроф, окружающих их, никогда не зная, выживут ли все из них. Единственное, за что они должны цепляться — это друг за друга; хотя это может обернуться чем-то ужасным, но это единственное, что у них есть. Это просто маленькая песня о любви, происходящей из этой среды». Дэвид отверг идею о том, что его «высокий, маленький» голос в песне (заслугой возникновения которого он приписывал Смоки Робинсону) означает появление нового персонажа (который следовал бы сразу после образа Зигги Стардаста или Измождённого Белого Герцога), вместо этого сказав, что это было именно то, что нужно песне, поскольку Боуи попробовал исполнить песню своим обычным голосе и ему не нравилось то, что получалось. Об изменении своего голоса в этой песне он сказал: «меня никогда не беспокоило изменение голоса в соответствии с песней. Вы можете поиграться с звучанием на треках». «Shining Star» сначала рассматривалась Боуи в качестве сингла, но EMI имел решающее слово и не выпустил песню как сингл. Ремикс песни был доступен на iTunes, когда EP «Never Let Me Down» был выпущен в цифровом формате в 2007 году.
Боуи назвал «New York’s in Love» саркастической песней о суете больших городов. Пегг позже назвал эту песню сильным претендентом на то, чтобы стать хитом альбома.
Боуи написал песню «87 & Cry» как высказывание о Маргарет Тэтчер, которая в то время была премьер-министром Великобритании. В песне говорилось о различии между авторитарным правительством и гражданами («собаками»). Боуи признал, что текст песни граничит с сюрреализмом, в котором люди описыватся как «поедающие энергию других, чтобы получить то, что они хотят».
«Too Dizzy» была песней, которую Боуи и Эрдал Кызылчай написали вместе для альбома как дань 1950-м годам. Боуи сказал: «темами песен пятидесятых годов были либо любовь, либо ревность, поэтому я подумал, что буду придерживаться темы ревности, так как это намного интереснее». Боуи в то время назвал песню «выброшенной» и, казалось, был удивлён, что он включил её в альбом. Эта песня не появлялась на последующих переизданиях Never Let Me Down. При всей нелюбви Боуи к этой песне, EMI рассматривал её в качестве четвёртого сингла альбома, и фактически она действительно появилась в виде промо-релиза в США.
Когда Боуи спросили о его выборе включить песню Игги Попа «Bang Bang» в альбом (вместо того, чтобы, возможно, совместно написать новую песню), Боуи заявил: «Игги сделал так много хороших песен, которых люди никогда не услышат … Я думаю, что это одна из его лучших песен, а теперь о ней могут узнать больше людей». Трек «Bang Bang» был выпущен в качестве рекламного CD-сингла в 1987 году.
В целом, Боуи отзывался об альбоме после его выхода в 1987 году как о попытке «восстановить то, что я раньше делал, то есть альбом, ориентированный на гитару. Я думаю, что следующий альбом будет ещё более удачным».

## Мнение об альбоме
Первоначальные число продаж альбома были высоким, но вскоре продажи упали, поскольку мнения критиков об альбоме были смешанными. Музыкальный критик Айра Роббинс (англ. Ira Robbins) отметила: «хотя этот несущественный, громкий рок-пикник… кажется, на первый взгляд небрежным и незначительным, первая сторона альбома, на самом деле довольно хороша, предлагая провокационную лирику поп-культуры, вместе с энтузиазмом и беззаботной основой». (англ. «although this casual loud-rock outing… seems on first blush to be slapdash and slight, the first side is actually quite good, offering provocative pop-culture lyrics delivered with first-take enthusiasm and carefree backing»). В 1987 году журнал Spin назвал альбом «вдохновенной и блестяще выполненной работой. Он заряжен позитивным настроем, который делает искусство духовной пищей; пронизан заразительной энергией от которой невольно хочется танцевать», но в 1989 году другой рецензент журнала назвал альбом «разочаровывающим». Журнал Rolling Stone назвал эту работу «странной, свободной смесью элементов из всех предыдущих альбомов Боуи», «несфокусированной» и, возможно, «самым неряшливым альбомом Боуи». Другой критик был оптимистично настроен в отношении потенциала песен альбома, жалуясь только на то, что «гнетущее производство» (англ. oppressive production) разрушило песни. Редакторы журнала Billboard за 1987 год назвали Never Let Me Down «возможно, самым недооценённым релизом года».
Боуи не был обеспокоен тем, что альбом занимал низкие позиции в чартах, заявив: «за свою карьеру я сделал около 20 альбомов и это мой третий по продаваемости альбом, так что я не настолько уж и разочарован, но мне обидно за то, что он не был принят так хорошо, как предполагалось». Несмотря на негативную критику в прессе, Боуи сказал, что Never Let Me Down был одним из самых приятных в производстве альбомов за долгое время.

## Живые выступления

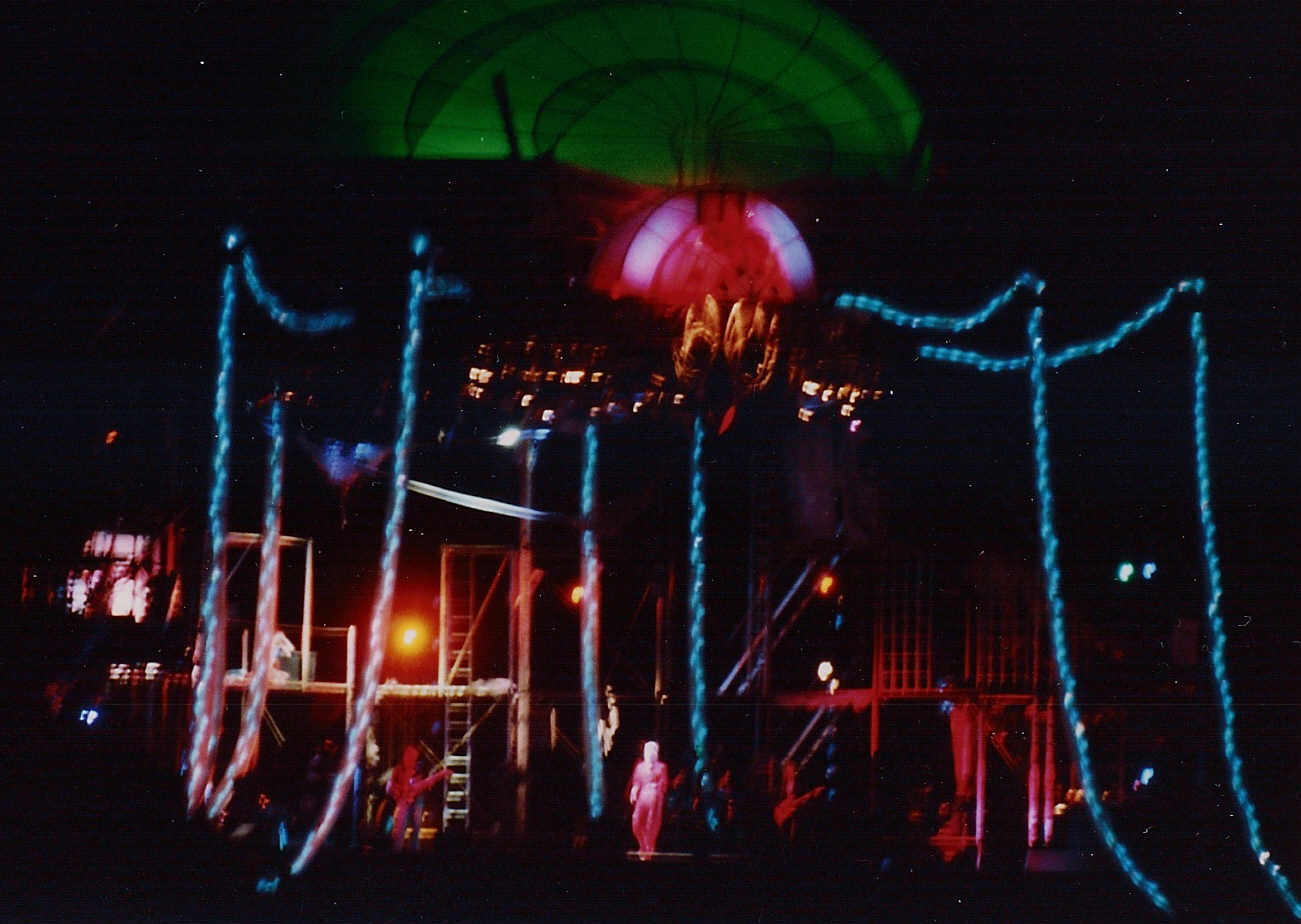
Дэвид Боуи выступает на сцене в Берлине в поддержку альбома Never Let Me Down

Боуи заранее знал, что этот альбом попадёт в его турне и в ранних интервью сказал: «Я собираюсь сделать что-то театральное в этом году, что я очень волнуюсь по этому поводу, ведь мне снова надо идти на риск». Когда музыканта спросили о деталях тура, он ответил: «Я просто буду делать то, что я всегда делал, то есть делать интересные вещи».
Дэвид Боуи исполнил несколько песен альбома во время пресс-тура для аудитории в шесть миллионов поклонников, который предшествовал Glass Spider Tour. Боуи хотел спродюсировать концерты, которые продолжили бы его прерванное турне Diamond Dogs Tour 1974 года. Хотя тур считался финансово успешным и хорошо посещаемым рецензисты отзывались о нём отрицательно. Дэвид разработывал свои следующие несколько туров так, чтобы избежать проблем, за которые негативно критиковали Glass Spider Tour, избегая чрезмерно театральных представлений на сцене и сосредоточившись на своей музыке. Вопреки плохим оценкам Боуи утверждал, что выступления в этом туре было самыми весёлыми из всех, что он делал до них.

## После выпуска
Дэвид Боуи, которому исполнилось 40 лет в момент выхода альбома, часто появлялся на обложках журналов в течение 1987 года. Он появился вместе с Тиной Тёрнер на обложке журнала In Fashion, Боуи попал на обложку журнала Musician и был на обложке американского 20-летнего юбилейного номера журнала Rolling Stone «Style». Многие фотографии для журналов сделаны Хербом Ритцом. Статьи об альбоме и Туре Боуи появились в таких подростковых журналах как Mademoiselle и Teen. Mademoiselle отзывался о Боуи как о «главном кандидате на роль самого крутого персонажа в роке». Дэвид Боуи был выбран в качестве одного из лучших мужчин поп-звёзд в конце 1987 года журналом Billboard.
Первоначально после выхода альбома Боуи был рад вернуться в студию, чтобы записать больше материала, чем было записано для альбома. Он сказал, что хочет записать больше «экспериментальной» музыки, ссылаясь на свою работу в 1970-х годах с Брайаном Ино. Он говорил о возможности перезаписи некоторых треков Never Let Me Down в своём следующем альбоме с будущей коллаборацией с Ривзом Гэбрелсом, но Гэбрелс отговорил Боуи от этого. В конечном счёте, из-за плохого принятия альбома и последующего тура, Боуи отложил эти планы и вместо этого сформировал группу Tin Machine, с помощью которой он хотел возобновить себя творчески и художественно.
Теперь, когда я слушаю Never Let Me Down, мне жаль, что я был равнодушен к его производству, потому что на нём было несколько хороших песен, но я выпустил его таким, каким он был и он был очень слаб в музыкальном плане; это было бы не так, если бы я был более вовлечён.Дэвид Боуи, 1993
С годами взгляд Боуи на альбом становился всё более мрачным. В 1990 году во время интервью для своего тура Sound+Vision музыкант отметил, что он чувствовал себя так, как будто он был в «трясине», когда делал этот альбом и, по его мнению, потерял хорошие песни.
Год спустя, работая с Tin Machine над их вторым альбомом, он размышлял о своих предыдущих сольных альбомах: «вы можете сказать, что я был ужасно несчастен в конце 80-х… Я был в этой преисподне коммерческого влияния. … 1983, '84, '85, '86, '87 — эти пять лет были просто ужасны. … Меня никогда не подводили хорошие песни, с которыми я плохо обращался. Я не совсем понимал, что должен делать. Жаль, что рядом не было никого, кто мог бы мне всё рассказать».
В 1993 году во время пресс-туров для своего альбома Black Tie White Noise, Боуи признал, что хоть альбом был продан больше, чем любой из его предыдущих альбомов (за исключением Let’s Dance), он чувствовал, что, делая его, он почти потерял интерес к музыке вообще. Он уточнил: «всё же я не потерял песни, но я потерял звук. … Я буквально выбросил их, отдав их очень хорошим людям, но не будучи вовлечённым почти до безразличия».
Ни одна песня этого альбома не была исполнена в каком-либо из туров Боуи после 1987 года. Исполнитель вновь вернулся к идее перезаписи треков альбома в конце 1980-х, 1990-х и 2000-х годов, которая осуществилась в 2018 году с выпуском Never Let Me Down 2018 через два года после смерти Дэвида Боуи.

## Список композиций
Все песни написаны Дэвидом Боуи, за исключением отмеченных.

### LP: EMI / AMLS 3117 (UK)
1. «Day-In, Day-Out» — 4:38
2. «Time Will Crawl» — 4:18
3. «Beat of Your Drum» — 4:32
4. «Never Let Me Down» (Дэвид Боуи, Карлос Аломар) — 4:03
5. «Zeroes» — 5:46
6. «Glass Spider» — 4:56
7. «Shining Star (Makin' My Love)» — 4:05
8. «New York’s in Love» — 3:55
9. «'87 and Cry» — 3:53
10. «Too Dizzy» (Дэвид Боуи, Эрдал Кызылчай) — 3:58
11. «Bang Bang» (Игги Поп, Иван Крал) — 4:02

- цифровая версия была выпущена в 2007 году на iTunes (без «Too Dizzy»)

### CD: EMI / CDP 7 46677 2 (UK)
1. «Day-In, Day-Out» — 5:35
2. «Time Will Crawl» — 4:18
3. «Beat of Your Drum» — 5:03
4. «Never Let Me Down» (Дэвид Боуи, Карлос Аломар) — 4:03
5. «Zeroes» — 5:44
6. «Glass Spider» — 5:30
7. «Shining Star (Makin' My Love)» — 5:04
8. «New York’s in Love» — 4:32
9. «'87 and Cry» — 4:18
10. «Too Dizzy» (Дэвид Боуи, Эрдал Кызылчай) — 3:58
11. «Bang Bang» (Игги Поп, Иван Крал) — 4:28

## Участники записи

### Музыканты
- Дэвид Боуи: вокал, гитара, клавишные, бубен, бэк-вокал
- Карлос Аломар: гитара, гитарный синтезатор, бубен, бэк-вокал
- Эрдал Кызылчай: клавишные, ударные, бас, труба, бэк-вокал, скрипка
- Питер Фрэмптон: соло-гитара
- Филипп Сэйс: фортепиано, клавишные
- Кармин Рохас: бас
- Эрл Гарднер: флюгельгорн
- Крашер Беннет: перкуссия
- Стэн Харрисон: альт-саксофон
- Laurie Frink: труба
- Стив Элсон: баритон-саксофон
- Ленни Пикетт: тенор-саксофон
- Робин Кларк, Лони Гроувс, Дива Грэй, Гордон Гроди: бэк-вокал
- Сид Мак Гиннис: гитара на «Bang Bang», «Time Will Crawl» и «Day-In, Day-Out»
- Микки Рурк: рэп на «Shining Star (Makin' My Love)»

### Продюсеры
- Дэвид Боуи
- Дэвид Ричардс

## Хит-парады

### Альбом

#### Еженедельные чарты
| Хит-парад (1987)                | Высшая позиция |
| ------------------------------- | -------------- |
| VG-lista                        | 3              |
| Kent Music Report               | 19             |
| Ö3 Austria Top 40               | 3              |
| RPM                             | 6              |
| MegaCharts                      | 9              |
| Italian Albums Chart            | 4              |
| Oricon                          | 6              |
| Recorded Music NZ               | 14             |
| Productores de Música de España | 13             |
| Sverigetopplistan               | 2              |
| Schweizer Hitparade             | 18             |
| UK Albums Chart                 | 6              |
| Billboard 200                   | 34             |
| GfK Entertainment Charts        | 11             |

#### Чарты в конце года
| Хит-парад (1987)      | Высшая позиция |
| --------------------- | -------------- |
| Austrian Albums Chart | 23             |
| RPM                   | 34             |
| Dutch Albums Chart    | 46             |
| Italian Albums Chart  | 24             |
| French Albums Chart   | 41             |

### Синглы
| Сингл               | Хит-парад (1987)             | Высшая позиция |
| ------------------- | ---------------------------- | -------------- |
| «Day-In, Day-Out»   | Austria Singles Chart        | 25             |
| «Day-In, Day-Out»   | Belgium Singles Chart        | 10             |
| «Day-In, Day-Out»   | Canada Singles Chart         | 16             |
| «Day-In, Day-Out»   | Germany Singles Chart        | 26             |
| «Day-In, Day-Out»   | Netherlands Singles Chart    | 15             |
| «Day-In, Day-Out»   | New Zealand Singles Chart    | 12             |
| «Day-In, Day-Out»   | Sweden Singles Chart         | 5              |
| «Day-In, Day-Out»   | Switzerland Singles Chart    | 28             |
| «Day-In, Day-Out»   | US Mainstream Rock Tracks    | 3              |
| «Day-In, Day-Out»   | US Hot Dance Music/Club Play | 10             |
| «Day-In, Day-Out»   | UK Singles Chart             | 17             |
| «Day-In, Day-Out»   | US Billboard Hot 100         | 21             |
| «Time Will Crawl»   | Germany Singles Chart        | 57             |
| «Time Will Crawl»   | Netherlands Singles Chart    | 71             |
| «Time Will Crawl»   | US Mainstream Rock Tracks    | 7              |
| «Time Will Crawl»   | UK Singles Chart             | 33             |
| «Never Let Me Down» | Canada Singles Chart         | 37             |
| «Never Let Me Down» | Netherlands Singles Chart    | 70             |
| «Never Let Me Down» | US Mainstream Rock Tracks    | 15             |
| «Never Let Me Down» | US Hot Dance Music/Club Play | 17             |
| «Never Let Me Down» | US Billboard Hot 100         | 27             |
| «Never Let Me Down» | UK Singles Chart             | 34             |
| «Bang Bang»         | US Mainstream Rock Tracks    | 38             |

## Сертификаты
| Организация | Статус             |
| ----------- | ------------------ |
| CRIA        | Платиновый Золотой |
| SNEP        | Золотой            |
| BPI         | Золотой            |
| RIAA        | Золотой            |